# Racomitrium curiosissimum
Racomitrium curiosissimum är en bladmossart som beskrevs av Bednarek-ochyra och Ryszard Ochyra 1996. Racomitrium curiosissimum ingår i släktet raggmossor, och familjen Grimmiaceae. Inga underarter finns listade i Catalogue of Life.